# William Henry Harrison
William Henry Harrison (Charles City County, Virginia, 9 februari 1773 – Washington D.C., 4 april 1841) was een militair en politicus van de Whig Partij. Hij was de 9e president van de Verenigde Staten van 4 maart tot 4 april 1841. Harrison stierf op de 32e dag van zijn presidentschap op de leeftijd van 68 jaar.

## Biografie
Zijn vader was eigenaar van een plantage in Virginia en had de Onafhankelijkheidsverklaring getekend. Zijn broer was lid van het Huis van Afgevaardigden. Harrison ging in het leger toen hij 18 jaar was, en maakte snel promotie tot gouverneur van Indiana. Het was in deze positie dat hij een opstand van Indianen onder leiding van Tecumseh's broer Tenskwatawa neersloeg in de Slag bij Tippecanoe op 7 november 1811. Hij kreeg hierdoor een promotie tot generaal en vocht met onderscheiding in de Oorlog van 1812.

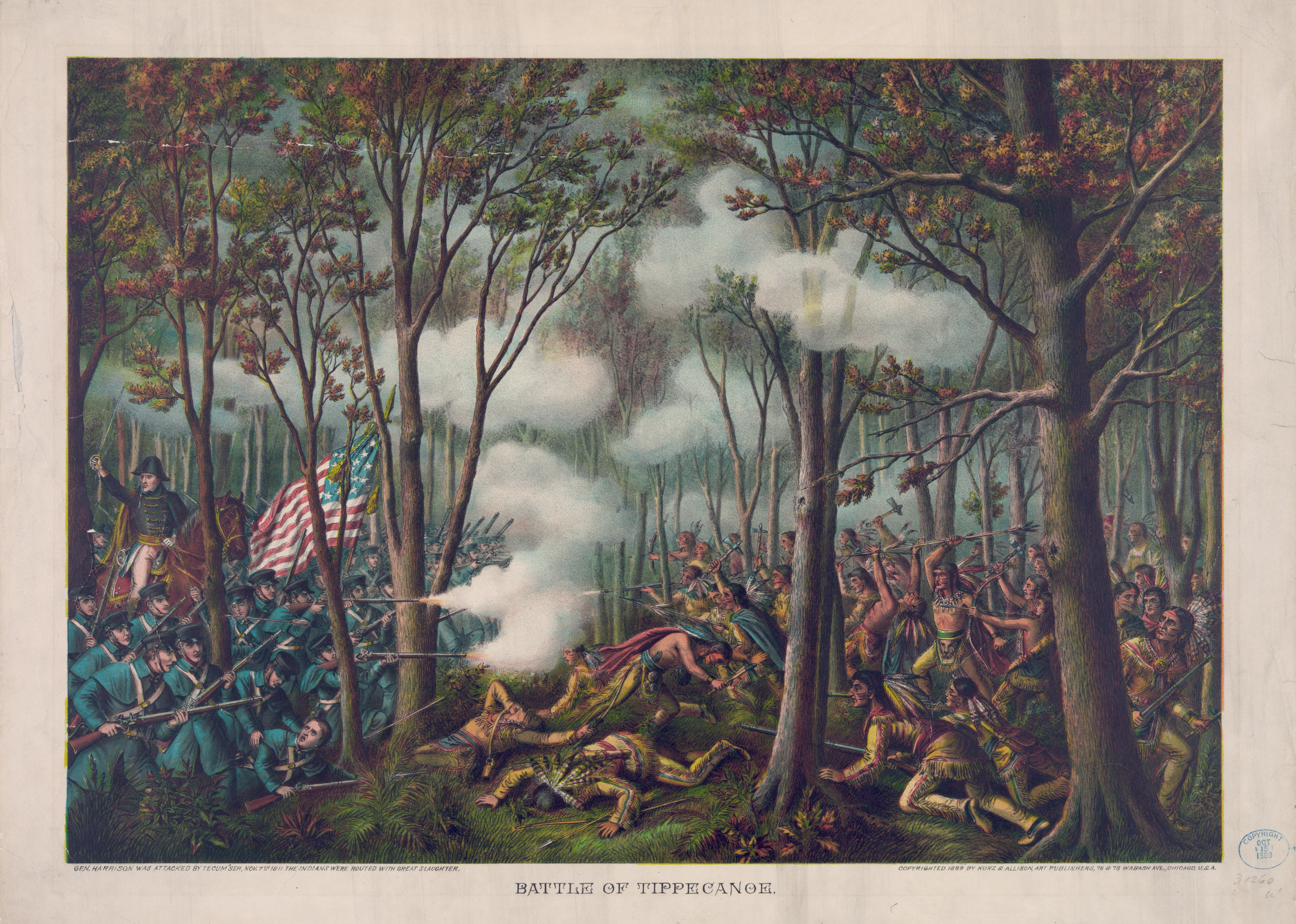
Slag bij Tippecanoe

Na de oorlog werd hij gekozen in verschillende politieke rollen, waaronder als lid van het Huis van Afgevaardigden en de Senaat. Hij was presidentskandidaat voor de Whig partij in 1836, maar verloor van Martin Van Buren; diens kandidaat voor het vicepresidentschap was Richard Mentor Johnson, waarvan de aanhangers als voornaamste wapenfeit hanteerden dat deze in de slag bij de Theems degene was die Tecumseh doodde. Harrison won de verkiezingen in 1840, hoofdzakelijk doordat het slecht ging met de economie. Zijn vicepresident was John Tyler. De slogans voor hun campagne "Log Cabins and Hard Cider" en "Tippecanoe and Tyler too" horen tot de beroemdste in de Amerikaanse politiek. Deze eerste slogan was een reactie op propoganda vanuit het kamp van Van Buren, die zeiden dat hij met wat geld en wat Hard Cider wel de rest van zijn leven zou kunnen slijten. Harrisons campagne gaf hier een draai aan door Harrison af te schilderen als een gewone man, terwijl hij in werkelijkheid tot de elite behoorde. De tweede slogan kwam oorspronkelijk in de vorm van een lied. Tippecanoe verwijst naar de overwinning in de slag tegen het leger van Tecumseh bij Tippecanoe en Tyler verwijst logischerwijs naar John Tyler, die Harrisons vice-president zou worden.
Het was een erg koude dag op 4 maart 1841 toen Harrison zijn eerste toespraak als president hield. Hij gaf de langste inaugurele rede in de Amerikaanse geschiedenis, bijna twee uur. Op 26 maart werd hij verkouden, volgens de opvattingen van die tijd vanwege het slechte weer tijdens zijn toespraak. De verkoudheid werd een longontsteking en ondanks verschillende behandelingen overleed hij een maand na zijn toespraak – de eerste president die overleed tijdens zijn ambtsperiode.
Pas in de 21e eeuw werd er diepgaand onderzoek gedaan naar de doodsoorzaak van de president, die destijds niet kon worden vastgesteld door dokters. Aangezien Harrison pas drie weken na zijn toespraak ziek werd, is het heel onwaarschijnlijk dat een longontsteking zijn doodsoorzaak was. Het desbetreffende onderzoek schreef zijn dood toe aan het slechte sanitaire systeem van Washington. De twee betrokken onderzoekers, genaamd Jane McHugh en Philip A. Mackowiak, ontdekten dat het water dat gebruikt werd door het Witte Huis stroomafwaarts lag van waar mensen hun behoefte deden. Hoogstwaarschijnlijk heeft Harrison hierdoor een ziekte opgelopen. Zijn laatste woorden sprak hij tegen zijn dokter, hoewel veel mensen denken dat ze aan de vicepresident, John Tyler, gericht waren: "Sir, I wish you to understand the true principles of the government. I wish them carried out. I ask nothing more."
Benjamin Harrison, Harrisons kleinzoon, werd later ook president. Zij zijn tot nu toe de enige grootvader/kleinkind-combinatie van presidenten.

## Kabinetsleden onder Harrison
| Kabinetsleden   | Ministerie         | Periode | Bijzonderheden                                                |
| --------------- | ------------------ | ------- | ------------------------------------------------------------- |
| Daniel Webster  | Buitenlandse Zaken | 1841    | Idem onder Tyler + Fillmore                                   |
| John Bell       | Oorlog             | 1841    | Idem onder Tyler                                              |
| Thomas Ewing    | Financiën          | 1841    | Idem onder Tyler + Binnenlandse Zaken onder Taylor + Fillmore |
| John Crittenden | Justitie           | 1841    | Idem onder Tyler + Fillmore                                   |
| George Badger   | Marine             | 1841    | Idem onder Tyler                                              |
| Francis Granger | Posterijen         | 1841    | Idem onder Tyler                                              |